# 野本由紀夫
野本 由紀夫（のもと ゆきお、1959年 - ）は、日本の音楽学者、指揮者、玉川大学芸術学部芸術教育学科教授。

## 人物・来歴
1986年東京藝術大学音楽学部楽理科卒業、1989年同大学院音楽研究科修士課程修了。1993年までDAAD奨学金によりハンブルク大学博士課程在籍。指揮法を村方千之、佐藤功太郎、管弦楽法を黛敏郎に師事。
玉川大学芸術学部教授。同大学管弦楽団指揮者。東京フィルハーモニー交響楽団の解説執筆主幹。NHK-BSテレビ他にて放送された「名曲探偵アマデウス」の監修者も務め、解説者としてほぼ毎週出演した。佐村河内守名義で発表された新垣隆の交響曲を絶賛したことでも知られる。

## 著書
- 『はじめてのオーケストラ・スコア スコアの読み方ハンドブック』音楽之友社 2003

### 共編・編著
- 『200CD"指揮者"聴き比べ オーケストラ・ドライヴの楽しみ』安田和信,吉村溪共編 立風書房 2002
- 『200CDピアノの秘密 弾きどころは聴きどころ』岳本恭治共編 立風書房 2003
- 『200DVD映像で聴くクラシック 演奏家と名曲を観る!』原納暢子,満津岡信育共編 立風書房 2004
- 『シング・ウォーク・ダンス 未来の保育者・教師のためのピアノ・テキスト』坪能由紀子,長橋晴子共編 音楽之友社 2004
- 『図解雑学 クラシックの名曲解剖』編著 ナツメ社 2009 ISBN 978-4-8163-4663-7
- 『NHKクラシックミステリー名曲探偵アマデウス』監修 ナツメ社 2010

### 翻訳
- エヴェレット・ヘルム（英語版）『リスト』大作曲家 音楽之友社 1996

## 出演
- クラシックミステリー 名曲探偵アマデウス（NHK、2008年4月 - 2012年3月） - 監修